# Vierfleck-Rindenläufer
|                           |  |
| Abb. 1 (oben): Halsschild |  |
| Abb. 2 (rechts): Kopf     |  |

Der Vierfleck-Rindenläufer, auch Vierfleckiger Rennläufer oder Vierfleckiger Rennkäfer, (Dromius quadrimaculatus) ist ein Käfer aus der Familie der Laufkäfer.
Der wissenschaftliche Name der Gattung Dromius von altgr. δρομεύς „dromius“ bedeutet „Läufer“. Die Gattung Dromius ist in Europa mit vierzehn Arten vertreten. Der Artname quadrimaculatus (lat. „quádri-“ von „quattuor“: vier, und „maculātus“: gefleckt) benennt die vier Flecke auf den Flügeldecken. Es gibt jedoch mehrere ähnliche Arten mit vier Flecken.

## Merkmale des Käfers
Der flache, relativ weiche Käfer ist bunt gefärbt und wird knapp fünf bis sechs Millimeter lang. Beine und Fühler sind gelb, der Halsschild und der vordere Teil des Kopfes rotbraun, der übrige Teil des Kopfes und die Flügeldecken schwarzbraun, zwei Flecke auf jeder Flügeldecke gelblich weiß.
Der rundliche Kopf (Abb. 2) ist etwa so lang wie breit und etwas schmaler als der Halsschild. Die Stirn ist stark wellig quer verrunzelt, lediglich neben den Augen finden sich wenige Längsrunzeln. Die elfgliedrigen fadenförmigen Fühler sind ab dem vierten Glied deutlich sehr fein behaart (pubeszent), davor ist die Behaarung spärlich. Über den seitlich vorstehenden Augen entspringen je zwei Borstenhaare (Supraorbitalborsten). Der Hals ist nicht abrupt abgeschnürt.
Der rötliche Halsschild (Abb. 1) ist seitlich, besonders hinter der Mitte, breit rinnenförmig abgesetzt. Er ist etwas kürzer als der Kopf und deutlich schmaler als die beiden Flügeldecken gemeinsam. Seine Basis ist leicht nach außen gekrümmt und etwas schmaler als am Vorderrand. Die größte Breite erreicht er nach dem ersten Viertel. Dort befindet sich nahe der Seite je ein Borstenpunkt, je ein weiterer Borstenpunkt sitzt in den Hinterwinkeln.
Die schwarzbraunen Flügeldecken sind etwa rechteckig mit stark gerundeten Außenecken. Sie verbreitern sich nach hinten nur wenig, sind hinten abgestutzt und lassen den letzten Teil des Hinterleibs unbedeckt. Sie sind mit Längsreihen aus Punkten gestreift und besitzen im sechsten Intervall, nicht aber im dritten Intervall, Porenpunkte. Auf jeder Flügeldecke befinden sich zwei Flecke. Der querovale hintere Fleck (Apikalmakel) erreicht gewöhnlich auch die Flügeldeckennaht, den gesamten Hinterrand und den hinteren seitlichen Rand der Flügeldecken. Die Berührungslinie mit der Flügeldeckennaht ist kürzer als der zur Makel gehörige Abschnitt am Außenrand der Flügeldecken. Ausnahmsweise kann die Apikalmakel mit dem vorderen Flecken (Diskalmakel) zusammen fließen. Die Diskalmakel ist in der Regel längsoval und von Flügeldeckennaht und seitlichem Flügeldeckenrand etwa gleich weit entfernt, der Abstand der Makel zur Basis der Flügeldecken ist größer.
Die schlanken Beine sind gelb. Die gestreckten Tarsen sind fünfgliedrig. Das vierte Tarsenglied ist nicht gelappt, die Klauen sind gezähnt. Außendorne am Ende der Vorderschienen fehlen.

## Biologie
Larven und Imagines sind, soweit bekannt, räuberisch. Insbesondere von den Larven liegen aber nur sehr wenige Beobachtungen vor, die Art ist im Larvenstadium auch kaum von verwandten Arten unterscheidbar. Sowohl Imagines wie auch Larven werden beinahe ausschließlich auf der Rinde von Baumstämmen lebender Bäume beobachtet. Bei Erfassungen mit mehreren Methoden innerhalb von Waldgebieten wurden in Bodenfallen keine oder nur wenige Individuen nachgewiesen, obwohl die Art im Gebiet häufig war, sie sind also offensichtlich so gut wie nie laufaktiv an der Bodenoberfläche zu finden. Hingegen liegen zahlreiche Beobachtungen im Flug, oder Nachweise aus Fensterfallen, vor. Die Art ist nachtaktiv und nachts beim Ableuchten der Stammoberfläche direkt zu beobachten. Die Art überwintert als Imago. Die Fortpflanzung erfolgt im Frühjahr. Adulte Käfer sind das gesamte Jahr über zu beobachten, sie sind auch im Winter in frostfreien Perioden aktiv. Tagsüber und in Frostperioden verkriecht sie sich in Rindenspalten. Sie nehmen hier auch künstliche Schlupfwinkel an, sofern diese Spalten oder Ritzen bieten. Die Art kommt sowohl in Wäldern wie auch an einzeln stehenden Bäumen, an Alleen und Baumreihen vor.
Die Art bevorzugt eindeutig Laubbäume gegenüber Nadelbäumen und ist auf Laubholzrinde eine der häufigsten Arten der Gattung. Es liegen aber vereinzelte Beobachtungen von Nadelbäumen, vor allem Kiefern, vor, wo die Art aber weitaus seltener ist als einige Verwandte. Häufig sind Nachweise vor allem an Eichenarten, daneben auch von Esche und Platane. Die meisten Nachweise liegen vom Stammfuß oder aus der unteren Stammregion vor, dies ist aber wohl im Wesentlichen methodisch bedingt (Zugänglichkeit). Bei Benebelungen von Eichenkronen mit Insektiziden wurde die Art sehr häufig im Kronenraum gefunden, bevorzugte aber in einer englischen Untersuchung hier die stammnahen Bereiche. Auch in einem Auwald bei Leipzig wurde die Art in der Kronenschicht der Bäume in Fensterfallen in zwanzig bis sechsundzwanzig Meter Höhe häufig nachgewiesen.

## Verbreitung
Das Verbreitungsgebiet erstreckt sich über fast ganz Europa und setzt sich nach Asien fort. In Europa fehlen Meldungen lediglich aus Portugal, Rumänien, Kroatien, Albanien und der europäischen Türkei. Einzelne Verbreitungskarten finden sich unter den Weblinks.